# 角田市陸上競技場
角田市陸上競技場（かくだしりくじょうきょうぎじょう）は、宮城県角田市の角田市中央公園にある陸上競技場。公益財団法人角田市地域振興公社が指定管理者として運営管理を行っている。

## 概要
- 日本陸上競技連盟第3種公認
- トラック：8レーン(全天候型ゴムシート)
- 天然芝フィールド
- 収容人数:5,200人(メインスタンド:1,080人、サイドスタンド:1,330人、バックスタンド2,790人)
- ナイター照明（簡易型）4基　照度の関係でJリーグ、JFLでは使用せず

## 主な開催イベント
- 日本フットボールリーグ ソニー仙台FC・コバルトーレ女川の一部ホームゲーム
- なでしこリーグ ベガルタ仙台レディースの一部ホームゲーム

## アクセス
- 阿武隈急行角田駅から約3キロ。公共交通機関はないためJFL公式サイトでは「駅よりタクシー15分」と案内されている。
- 催事によっては、市の主導により渋滞対策と阿武隈急行の利用促進を目的としたシャトルバスが運行されることがある[1]